# Heil Hitler (canção)
"Heil Hitler", também conhecida pelas versões alternativas intituladas "Nigga Heil Hitler" e posteriormente "Hallelujah", é uma canção do rapper estadunidense Kanye West. Foi lançada de forma independente em 8 de maio de 2025, como o terceiro single de seu futuro décimo terceiro álbum de estúdio, In a Perfect World. Intitulada com base na saudação nazista, a música conta com vocais adicionais do grupo de West, os Hooligans.
A faixa recebeu avaliações negativas da crítica, incluindo condenação por seu conteúdo antissemita e exaltação de Adolf Hitler. West afirmou que a natureza controversa da música causou seu banimento de todas as principais plataformas de streaming digital. Ela foi banida na Alemanha devido às leis do país contra o discurso de ódio e o uso de símbolos extremistas.
Desde então, West relançou a faixa em múltiplas versões alternativas. Em 14 de maio, uma versão instrumental intitulada "The Heil Symphony" (depois "Hit Symphony") foi lançada em substituição. Após anunciar que estaria "terminado com o antissemitismo", West lançou "Hallelujah" em 31 de maio, uma versão alternativa com referências ao cristianismo em vez do nazismo.

## Antecedentes
Antes do lançamento, "Heil Hitler" apareceu na tracklist revelada pelo influenciador DJ Akademiks em 3 de abril de 2025. A canção foi tocada em diversas transmissões ao vivo por West no mês seguinte, demonstrando o progresso do álbum In a Perfect World. Versões anteriores incluíam um verso contra o rapper Drake: "Niggas be acting like faggots so much, I think they might be Drake". O produtor Digital Nas classificou a faixa como "música do ano".
Sheffmade afirmou que a progressão harmônica foi composta por ele, com a programação de bateria feita por Quadwoofer.

## Lançamento
West lançou "Heil Hitler" por meio de um videoclipe publicado em sua conta do X em 8 de maio de 2025. O vídeo mostra um galpão vazio com homens negros em formação militarista, cobertos por peles de animais e imitando linhas recitadas pelos Hooligans. A música permanece disponível no X, mas foi removida de plataformas como Apple Music, Spotify e YouTube. Representantes do Reddit e YouTube informaram à NBC News que estavam trabalhando para remover uploads da música e postagens que a promoviam.
O videoclipe da canção é restrito e indisponível na Alemanha. De acordo com o artigo 86a do Strafgesetzbuch, é proibida a disseminação de símbolos nazistas, sendo considerada crime passível de multa ou pena de três anos de prisão.
O jornal The Jerusalem Post notou que 8 de maio, data do lançamento da canção, é o Dia da Vitória na Europa, que marca o fim da Segunda Guerra Mundial na Europa.

## Composição
A canção apresenta uma base instrumental orquestral com sintetizadores, incluindo tambores no estilo de fanfarra durante a ponte. No refrão, West e os Hooligans entoam: "All my niggas Nazis, nigga, heil Hitler". No primeiro verso, West relata sua situação atual, mencionando a batalha judicial pela custódia e o congelamento de seus ativos, justificando por que ele "se tornou um nazista".

A canção termina com um trecho de um discurso de Adolf Hitler feito em 1935. O discurso, em alemão, é traduzido como:
"Se você considerar o trabalho que estou fazendo como correto, se acha que fui diligente, que trabalhei, que defendi você neste ano, que usei meu tempo honestamente a serviço do meu povo, então vote em mim! Se for assim, então se levante por mim como eu me levantei por vocês!"

## Rearranjos e remixes
Uma versão editada do instrumental da canção, intitulada "The Heil Symphony", substituiu a versão original na maioria das plataformas de streaming. Lançada inicialmente na plataforma Scrybe, essa versão remove os vocais e a bateria — os quais foram o motivo da exclusão da faixa — e enfatiza os elementos orquestrais da música. "The Heil Symphony" também foi removida do Spotify, levando West a relançar a música com uma nova capa preta e sob o nome "Hit Symphony".
Após declarar estar "terminado com o antissemitismo", West lançou uma nova versão de "Heil Hitler" com as menções a Hitler substituídas por letras sobre temas cristãos. Intitulada "Hallelujah", a versão ainda inclui a maior parte do primeiro verso original, com apenas a palavra "nazi" censurada. O discurso de Hitler é completamente removido, e o encerramento da faixa é reduzido.

## Recepção
A faixa recebeu críticas amplamente negativas da imprensa especializada, incluindo indignação e condenação devido ao seu conteúdo antissemita e elogios a Adolf Hitler.
O jornalista Jonathan Sacerdoti, da revista The Spectator, descreveu o conteúdo da letra como "uma lista crua de insultos raciais, slogans nazistas e jactância sexual", criticando os defensores da música que a veem como uma tentativa de "confrontar tabus" ou "ressignificar a dor". Ele afirmou que a canção representa "o colapso da seriedade cultural, o triunfo da provocação sobre o princípio e a ascensão de um culto que negocia atenção como moeda, sem considerar o custo à nossa dignidade coletiva".
A canção se tornou fenômeno viral nas redes sociais; o vídeo publicado por West no X recebeu mais de 6,5 milhões de visualizações até 10 de maio, enquanto seis uploads no YouTube acumularam centenas de milhares de acessos. O NBC News destacou que "a difusão contínua da canção e as abordagens divergentes sobre moderação exemplificam um ambiente online e de redes sociais cada vez mais fragmentado". Algumas publicações argumentaram que a censura à música pode ter provocado um efeito Streisand, aumentando sua popularidade, além de suscitar questões sobre liberdade de expressão.
Figuras como Joe Rogan e Russell Brand saíram em defesa da liberdade de expressão no caso. Brand disse que a proibição da canção poderia estabelecer precedentes perigosos.
O comentarista de extrema-direita Nick Fuentes, aliado próximo de West, chamou a música de "canção do ano", afirmando que ela ficou "presa em sua cabeça a semana inteira" e imaginando "50 mil pessoas em um estádio cantando cada palavra".

## Lista de faixas
| Lançamento no SoundCloud (8 de maio de 2025) |                              |         |  |
| N.º                                          | Título                       | Duração |  |
| 1.                                           | "Heil Hitler"                | 2:31    |  |
| 2.                                           | "Heil Hitler (Versão Top 5)" | 1:49    |  |

| Lançamento no Scrybe (9 de maio de 2025) |                     |         |  |
| N.º                                      | Título              | Duração |  |
| 1.                                       | "Heil Hitler"       | 1:49    |  |
| 2.                                       | "Nigga Heil Hitler" | 2:35    |  |

| Lançamento nas plataformas de streaming (14 de maio de 2025) |                     |         |  |
| N.º                                                          | Título              | Duração |  |
| 1.                                                           | "The Heil Symphony" | 1:16    |  |

| Lançamento nas plataformas de streaming (21 de maio de 2025) |                |         |  |
| N.º                                                          | Título         | Duração |  |
| 1.                                                           | "Hit Symphony" | 1:16    |  |

| Lançamento nas plataformas de streaming (31 de maio de 2025) |              |         |  |
| N.º                                                          | Título       | Duração |  |
| 1.                                                           | "Hallelujah" | 2:18    |  |